# ザ・ヴァイパー・ルーム
ザ・ヴァイパー・ルーム (The Viper Room) は、アメリカ合衆国カリフォルニア州ウェスト・ハリウッドのサンセット・ストリップにあるナイトクラブ。1993年の開業から、2004年まで、俳優ジョニー・デップが所有権の一部をもっていた。このクラブはハリウッドのエリートたちが顔を出すことで有名になっており、1993年ハロウィンの日（10月31日）の朝に、リヴァー・フェニックスが薬物の過剰摂取が原因で死亡した場所でもある。ザ・ヴァイパー・ルームの所有関係は何度も変遷を経ているが、その間も一貫して、メタル、パンク・ロック、オルタナティヴ・ロックなど、様々なジャンルのホットな音楽が演奏される場であり続けている。
「ヴァイパー (viper)」とは、クサリヘビ科のヘビ、ないしは、一般的に毒蛇を指す言葉であり、「ザ・ヴァイパー・ルーム」は「毒蛇の部屋」といった意味になる。
現在このクラブが存在する場所には、以前は「ザ・セントラル  (The Central)」という店があったが、これは閉店してしまい、長年そこで演奏を続けていたチャック・E・ワイス (Chuck E. Weiss) は、デップにこの店を「ザ・ヴァイパー・ルーム」と改称して復活させようと持ちかけた。この再開発の件には、トム・ウェイツも関わりを持っていた。
リヴァー・フェニックスは死後遺灰を空中散布したため墓がなく、ファンは命日にこの場所を弔問に訪れることが多い。

## 沿革

### 演奏会場
開店の年に起こったリヴァー・フェニックスの死にも関わらず、このクラブはハリウッドで最も人気のある若い俳優やミュージシャンたちの溜まり場であり続けている。常連客には、ジェニファー・アニストン、リサ・マリー・プレスリー、ジャレッド・レト、クリスティナ・アップルゲイト、アンジェリーナ・ジョリー、ロザリオ・ドーソン、トビー・マグワイア、レオナルド・ディカプリオらがいる。カウンティング・クロウズのリード・シンガー、アダム・デュリッツ (Adam Duritz)は、バンドが急に有名になったことから逃避するため、1994年の遅い時期から1995年はじめにかけて、ザ・ヴァイパー・ルームでバーテンダーとして働いていた。
ザ・ヴァイパー・ルームのオープニングの夜には、デップのリクエストで、トム・ペティ&ザ・ハートブレイカーズ (en:Tom Petty and the Heartbreakers) が演奏した。ザ・ヴァイパー・ルームは、メタルやパンク・ロックのバンドもしばしば取り上げ続けている。ドゥームメタルのスーパーグループであるシュラインビルダー (Shrinebuilder) の米国初ライブは、2009年に、Club My War（ほぼひと月にわたって多くのバンドがザ・ヴァイパー・ルームに出演するイベント）の一環としてこのクラブで行なわれた。

### 映画
1983年の映画『ヴァレー・ガール (Valley Girl)』で、当時まだザ・セントラルだったこの建物は、ニュー・ウェイヴのバンド、プリムソウルズ (The Plimsouls) がフィーチャーされた場面で使用されていた。オリバー・ストーン監督の映画『ドアーズ』（1991年）では、かつてウェスト・ハリウッドにあったロンドン・フォグ (London Fog) を描いた場面のロケーション撮影現場となった。ロンドン・フォグは、ウィスキー・ア・ゴーゴーの隣にあったさほど知られていないナイトクラブであるが、1966年はじめ、初めてのレギュラー出演の機会を得たドアーズは、ここに4か月間出演したのであった。
2004年のドキュメンタリー『Dig!』では、ブライアン・ジョーンズタウン・マサカー (the Brian Jonestown Massacre) のメンバーが、ステージでの演奏中に大喧嘩を始める場面が、ザ・ヴァイパー・ルームで撮影されている。

### 所有関係
2001年、共同所有者のひとりであったアンソニー・フォックス (Anthony Fox) が失踪し、これに絡んで行なわれた訴訟の結果、デップは2004年にザ・ヴァイパー・ルームの持ち分を手放した。2008年はじめまで、このクラブはダリン・フェインステイン (Darin Feinstein)、ビーヴァン・クーニー (Bevan Cooney)、Blackhawk Capital Partners, Inc. によって所有されていた。現在、このクラブを所有しているのは、ハードロックカフェの共同創業者のひとりピーター・モートンの息子で、ピンク・タコ (Pink Taco) の社長兼CEOであるハリー・モートン (Harry Morton) と、ダリン・フェインステインである。モートンは、このきらびやかなサンセット・ストリップのクラブを、世界的にフランチャイズ展開させ、世界中に「ザ・ヴァイパー・ルーム」の名を冠したライブ演奏会場を開くことを計画しているとされる。
以前は、オハイオ州シンシナティにも、同名の「ザ・ヴァイパー・ルーム」というナイトクラブがあった。このクラブは、ウェスト・ハリウッドのザ・ヴァイパー・ルームから名称の使用中止を求められ、2006年1月1日から「ザ・ポイズン・ルーム (The Poison Room)」と改称した。オレゴン州ポートランドにある、また別の「ヴァイパー・ルーム」も、名称の使用を中止しないと商標権侵害で訴えると通告されており、ダリン・フェインステインは「奴らの稼ぎは全部、俺たちの名前を使っている結果なんだ」と述べている。オーストラリアのブリスベンには、合法的な売春宿 「ザ・ヴァイパー・ルーム」がある。この他にも、スウェーデンのストックホルムや、「イギリスのハロゲート ( Harrogate)、オーストリアのウィーンにも同様の名称のナイトクラブがある」という。2009年2月まで、オーストラリアのメルボルンにも同名のナイトクラブがあったが、2度の銃撃事件を含む暴力沙汰が重なり、営業許可をめぐる不正や、共同所有者のひとりの薬物関係による逮捕などもあって、閉店してしまった。2011年4月16日、「ザ・ヴァイパー・ルーム」というナイトクラブがオランダのナイメーヘンに開店した。このクラブは、ハリウッドのクラブから名付けられ、本家と同じ様式で装飾されている 。